# Tomáš Kubík (malíř)
Tomáš Kubík (* 15. října 1977 Pelhřimov) je český malíř, absolvent Ateliéru klasických malířských technik prof. Zdeňka Berana na Akademii výtvarných umění v Praze. Dříve se věnoval také pohybovému divadlu, hře na flétnu a působil jako pedagog soukromé malířské školy, kterou spoluzaložil.

## Život
Tomáš Kubík pochází z rodiny výtvarníka, reklamního grafika a ředitele místního kulturního střediska v Pelhřimově, který oba své syny vedl k výtvarnému umění i hudbě. Po ukončení základní školy absolvoval v letech 1992–1996 Výtvarnou školu Václava Hollara v Praze a kromě kreslení a malby si osvojil grafické techniky, modelování a fotografii. Chodil kopírovat mistrovská díla do Národní galerie a se svým spolužákem Zdeňkem Daňkem se věnoval malbě krajin v plenéru. Od mládí hraje na příčnou flétnu.
Po absolvování střední výtvarné školy byl přijat do Ateliéru klasických malířských technik prof. Zdeňka Berana na Akademii výtvarných umění v Praze. Jeho spolužáky byli v té době Markéta Urbanová, Dagmar Hamsíková, Jan Mikulka, Marek Slavík nebo Daniel Pitín. Během šesti let, které Kubík strávil v Beranově ateliéru (1996–2002), mohl plně uplatnit svou mimořádnou technickou zdatnost i přirozené tíhnutí k tvorbě starých mistrů. Věnoval se převážně malbě zátiší a kresbě živého modelu a jeho práce, včetně těch nejranějších, byly na AVU pravidelně vystavovány pro mimořádnou bravuru provedení. Škola nabízela možnosti zahraničních stáží, které plně využíval a během studia tak navštívil výstavy Rembrandta, Carravaggia nebo Michelangela. Ovlivnili ho i současní umělci jako Francis Bacon nebo Lucian Freud a proto v letech 2002–2004 pokračoval ve studiu v Ateliéru intermediální tvorby Milana Knížáka.
Tomáš Kubík byl již během studia oceněn jako mimořádný talent, když ve druhém ročníku získal Ateliérovou cenu a Cenu rektora AVU (1998) a roku 2000 cenu Ministra školství za mimořádné výsledky v oboru malba. V témže roce uspěl i v soutěži o reprezentativní portrét prof. JUDr. Karla Malého pro portrétní galerii rektorů Univerzity Karlovy v Karolinu. Jeho obraz Scény z manželského života zakoupila roku 2004 Národní galerie v Praze. Obrazy z jeho první zahraniční výstavy v USA (2002), která získala vynikající recenzi v místním tisku, byly rozprodány do soukromých sbírek.
Po ukončení studia na Akademii se věnoval aktivně pohybovému divadlu a tanci ale malbu neopustil a maloval menší formáty, portrétní zakázky, ilustrace a storyboardy/komiksy pro reklamní a filmové agentury. Zkušenost s digitální malbou a její kombinace s fotomontáží (matte painting) využil později při přípravě kompozic v projektu Michelangelo. Roku 2017 se oženil a v roce 2019 se mu narodil syn Mikuláš. Tomáš Kubík působí také jako pedagog malby. Od roku 2010 začal ve svém atelieru přijímat žáky na individuální lekce malby a roku 2012 spoluzaložil uměleckou školu v Praze 1, kterou vedl do roku 2018. Tehdy přenechal své podíly druhému společníkovi, aby se mohl naplno věnovat jenom malbě.
První účast Tomáše Kubíka na soutěži, kterou pořádá The Royal Society of Portrait Painters v Londýně, mu roku 2021 přinesla zvláštní ocenění (Highly Commended) od Burke’s Peerage Foundation – Award for Classically Inspired Portrait za portrét David v renesančním stylu. Porota do soutěže vybrala i další Kubíkův portrét Valeria. Roku 2021 byl Kubíkův obraz Inner Rage vybrán na výroční přehlídku Evropského Muzea Moderního Umění (MEAM) v Barceloně Figurativas 2021.

## Dílo
Během studia na střední škole Tomáš Kubík maloval v plenéru a tíhl k impresionistické malbě. V prvním ročníku na Akademii se věnoval převážně malbě zátiší a už v první sérii obrazů, kterou začínal původně v postimpresionistickém stylu podle Cézanna, přešel s tím, jak se aranžovaná jablka postupně kazila, k realistické malbě trompe l'oeil. Nakonec vznikla na toto téma série pěti zátiší s jablky a kompoty na kostkované vlněné dece s názvem Studie rozkladu (1997). Jeho veristická zátiší zobrazují většinou zcela obyčejné objekty, jako suchou aloe v květináči (Zátiší s kaktusem, 1997) nebo svazky cibule (Cibule I a II, 1997, 1998), zcela v souladu s estetikou prosazovanou prof. Beranem.

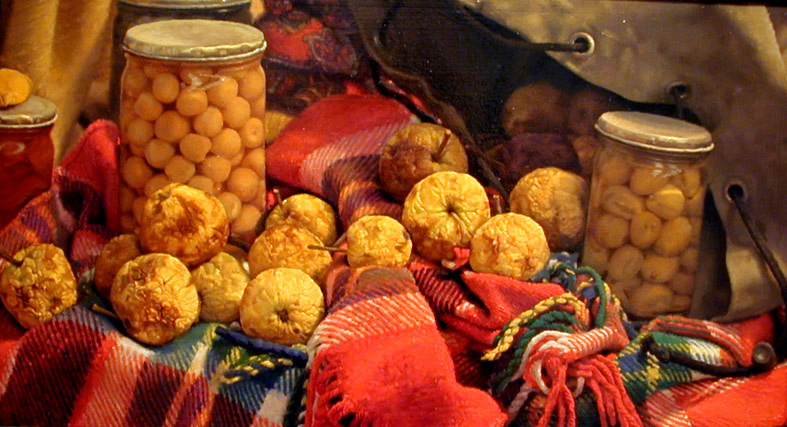
Zátiší s jablky, Z cyklu „Studie rozkladu“, olejomalba na desce, 20×50 cm, 1997
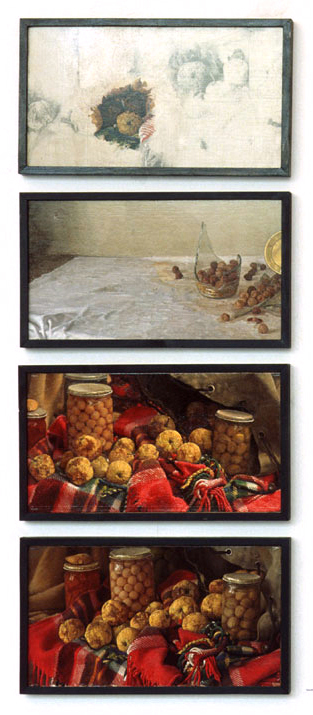
Cyklus „Studie rozkladu”
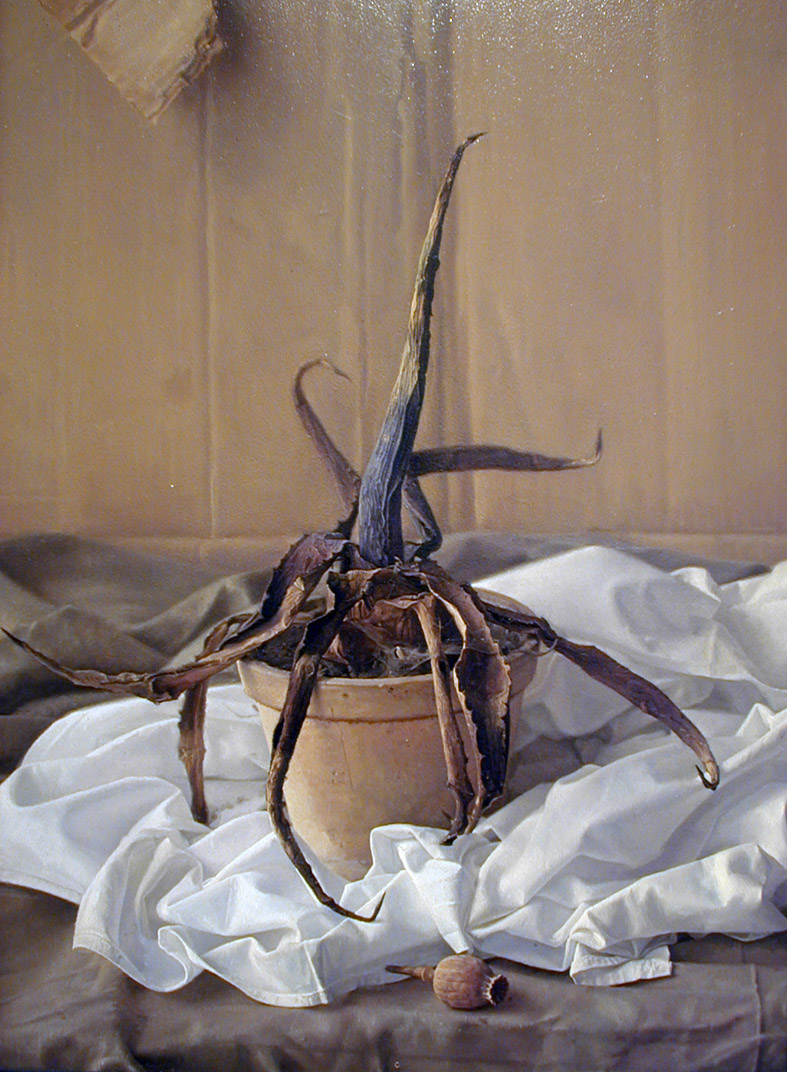
Zátiší s kaktusem, 1997, olejomalba na desce, 60×45 cm, 1997
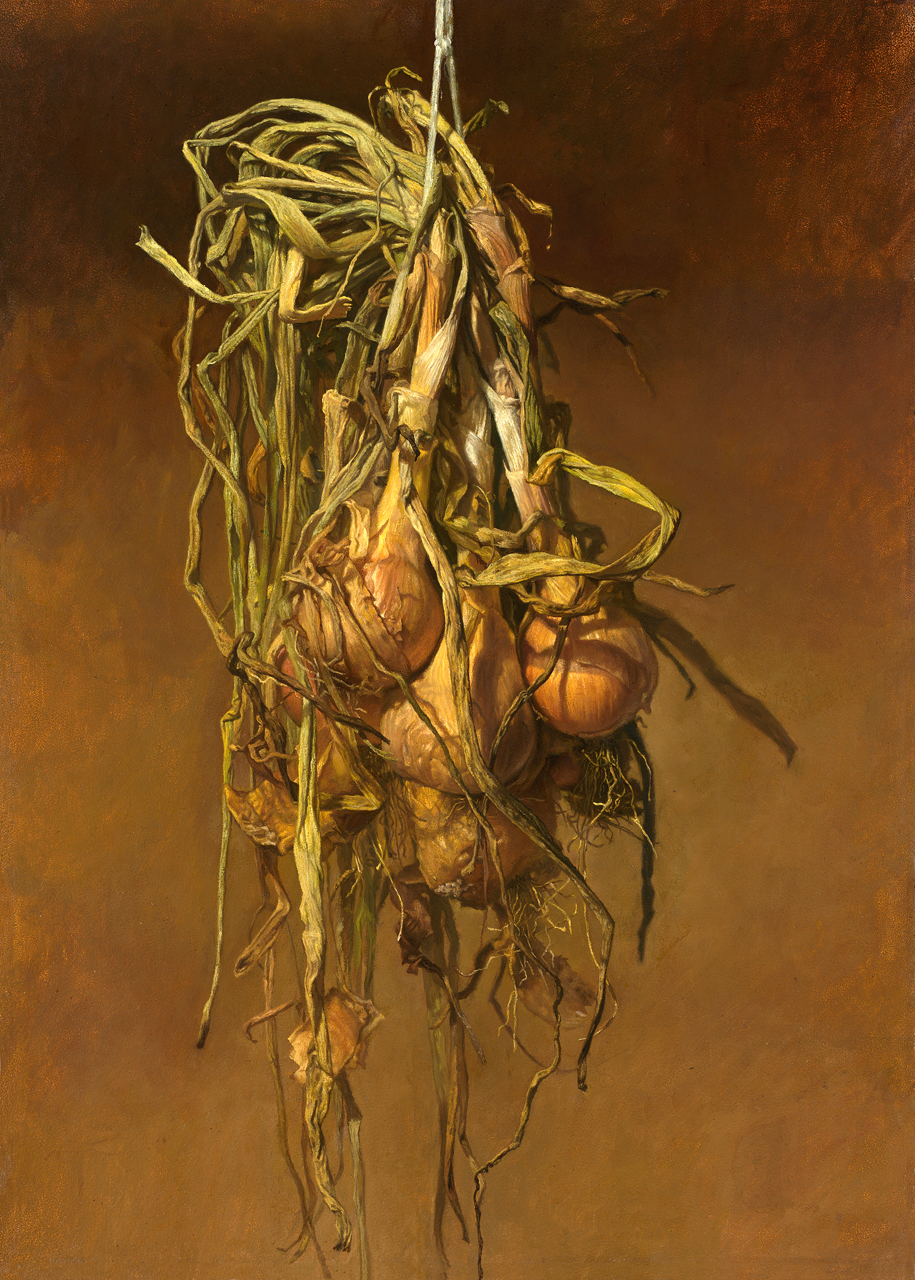
Cibule I., 1997, olejomalba na desce, 60×45 cm, 1997
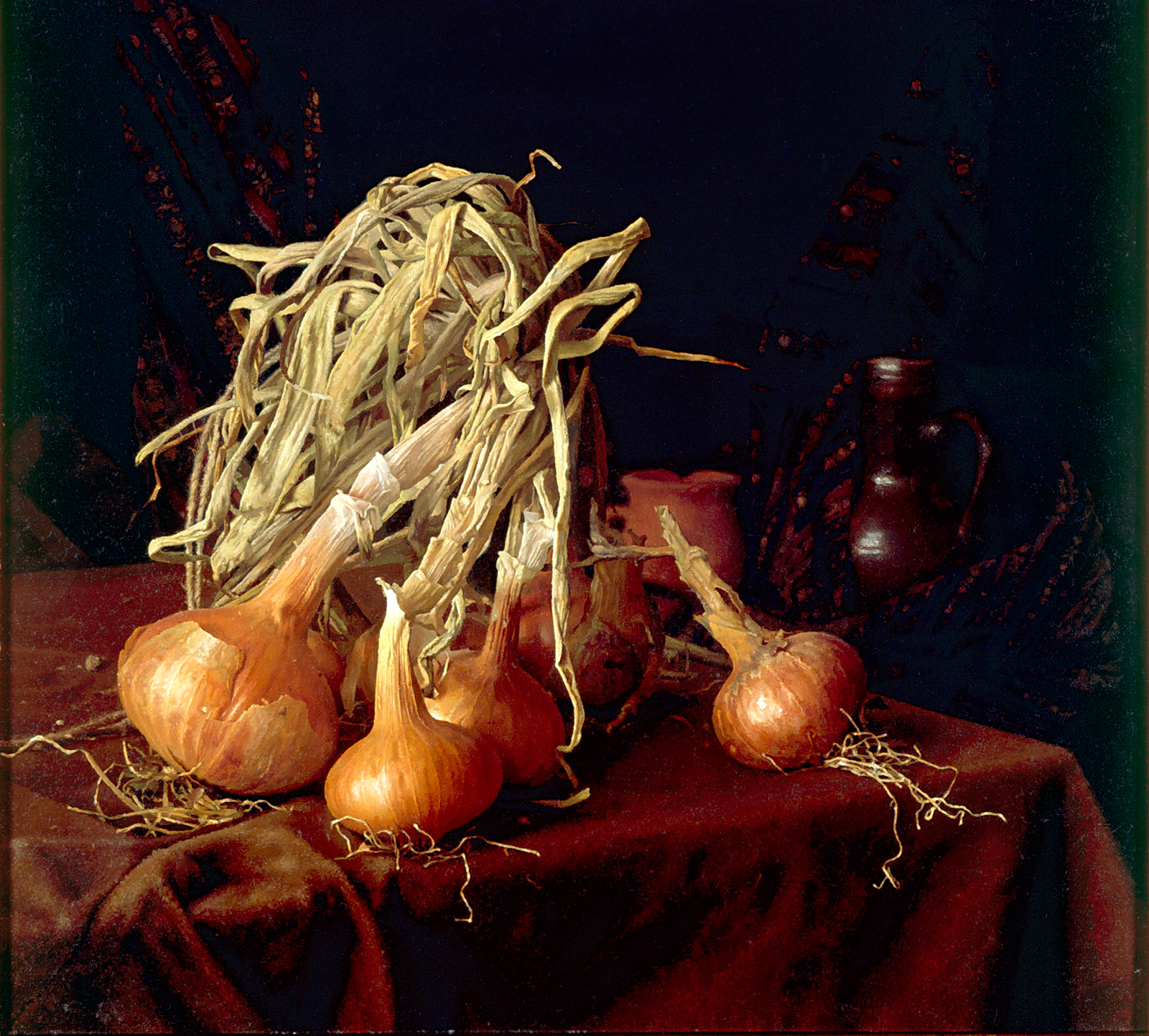
Cibule II., 1998, olejomalba na desce, 60×45 cm, 1998

Výraznou inspirací pro vlastní tvorbu byly zahraniční cesty a bezprostřední dojmy z maleb Rembrandta, Carravaggia nebo Michelangela i Belvederské torzo. Mramorové řecké torzo z 1. stol. před začátkem letopočtu svou dokonalostí ovlivnilo celé generace umělců počínaje italskou renesancí (Tomáš Kubík, Torzo Belvedere I., z cyklu „Projekt Michelangelo”, 2020).
K malbě portrétu přešel Kubík rozsáhlou sérií portrétních studií svých výrazů v zrcadle, které nakonec převedl do „skupinového autoportrétu” Klon (1998–1999), v němž několikrát opakuje autoportrét v jakési hluchoněmé vřavě, studující vlastní tvář ve složitém světelném režimu. Uplatnil zde Rembrandtovu psychologizaci postav, Carravaggiův šerosvit a smysl pro detail i napodobení lidových typů charakteristické pro holandské malby. Pro Kubíkovu figurální malbu je typický kontrast mezi novobarokní teatrálností a psychologickou nejistotou, či ironizujícím sebezpytem postav reagujících na vnější svět. Autoportrét pak znovu využil v sérii přípravných skic pro portrét vojáka v tankistické přilbě (Autoportrét v helmě, 1997–1998), ve Velkém autoportrétu v ateliéru (1997), portrétní studii dle Vermeera (Vermeerova slina, 1997–1998) nebo v expresivní kompozici Autoportrét s figurínou (2001).

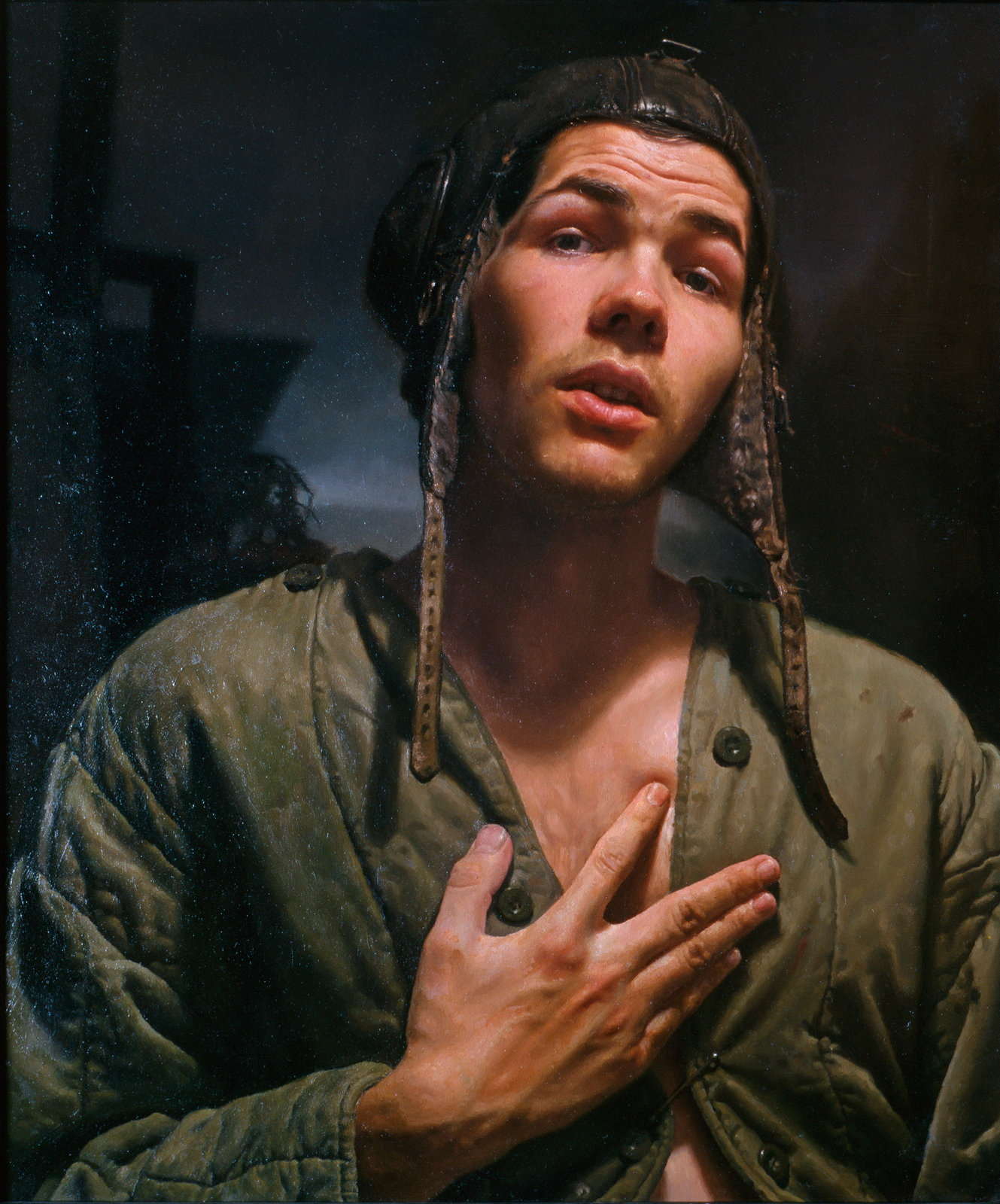
Autoportrét v helmě, olejomalba na desce, 60×50 cm, 1997–1998
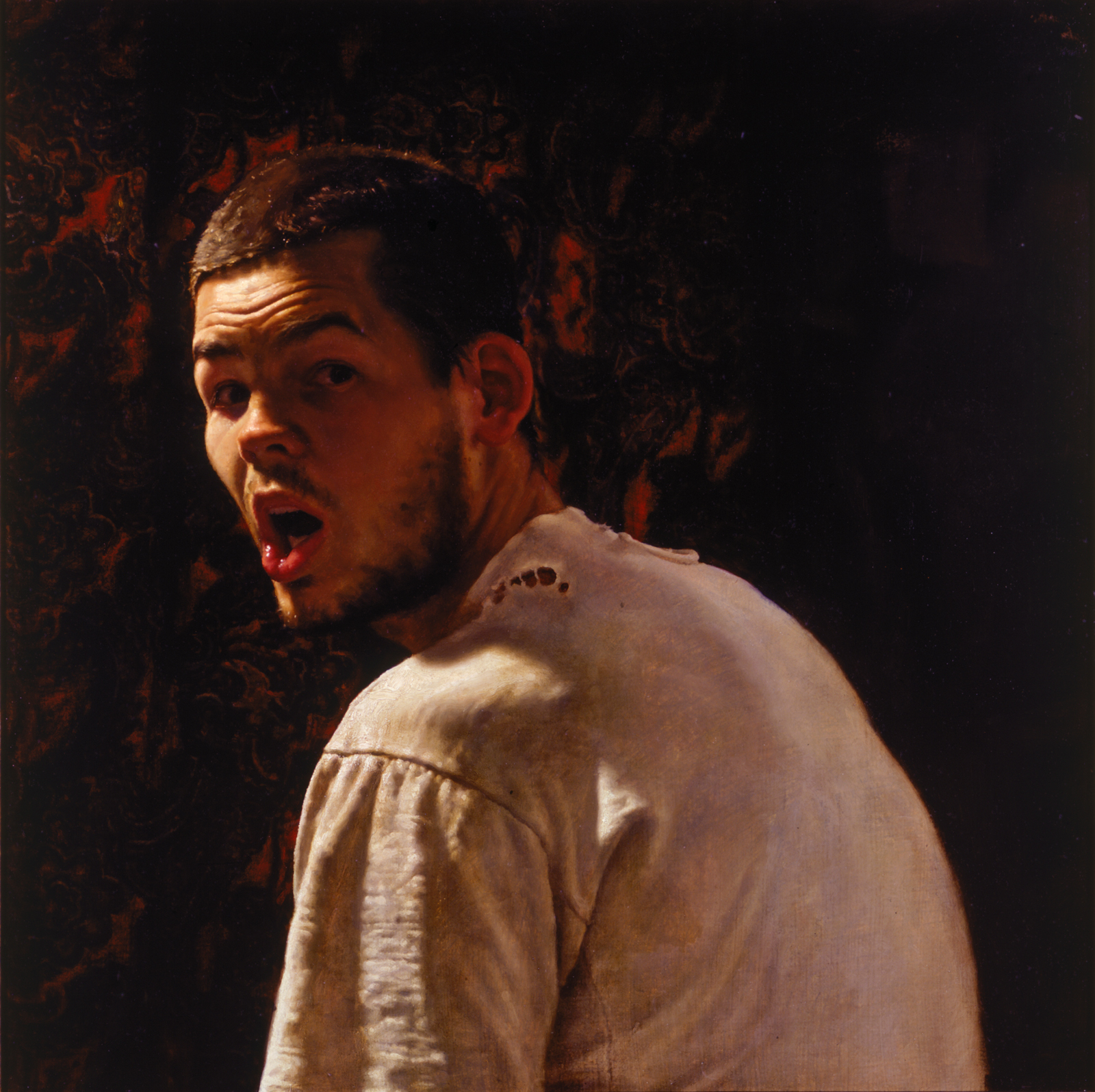
Vermerova slina, olejomalba na desce, 60×60 cm, 1997–1998
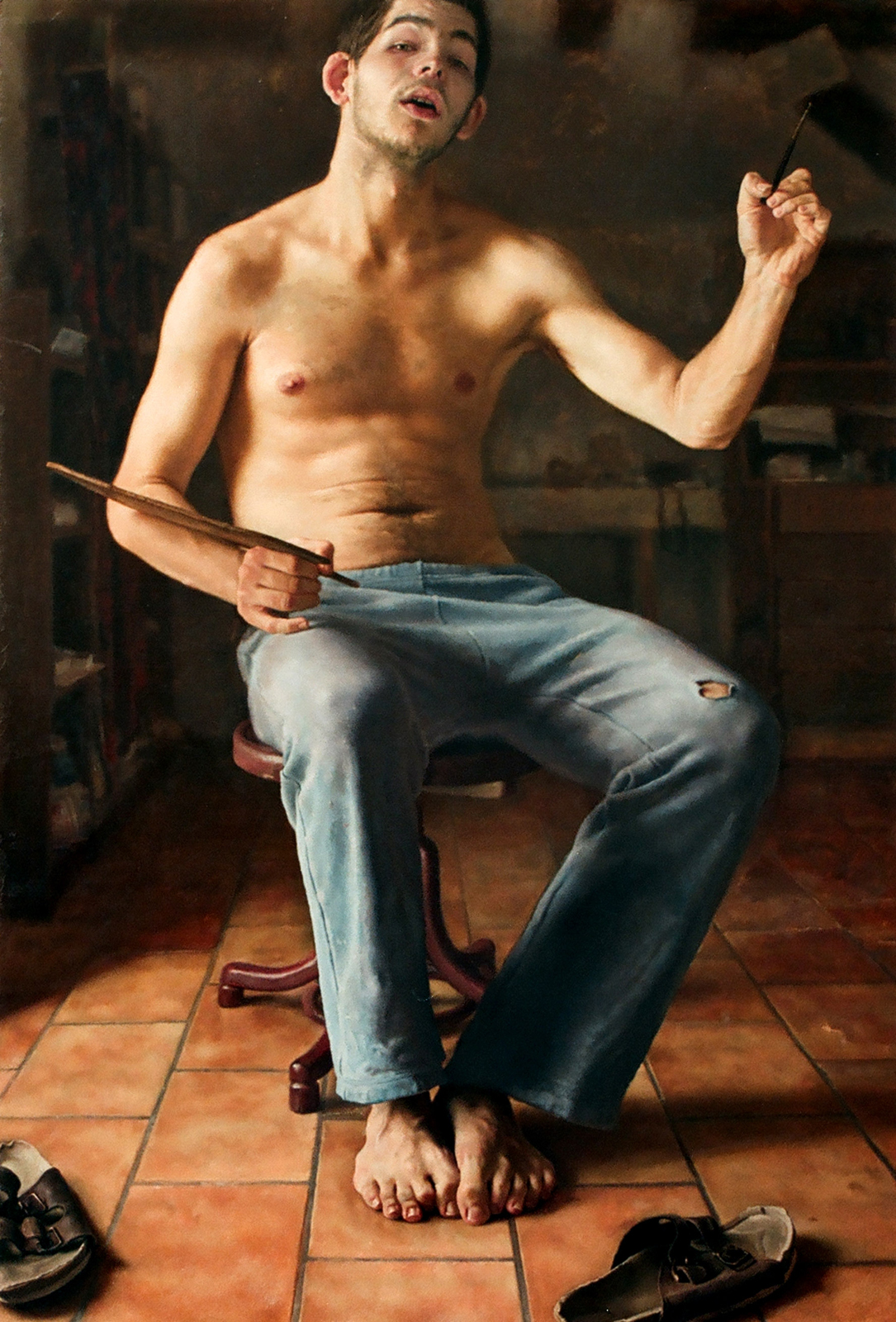
Velký autoportrét, olejomalba na desce, 150×110 cm, 1997–1998
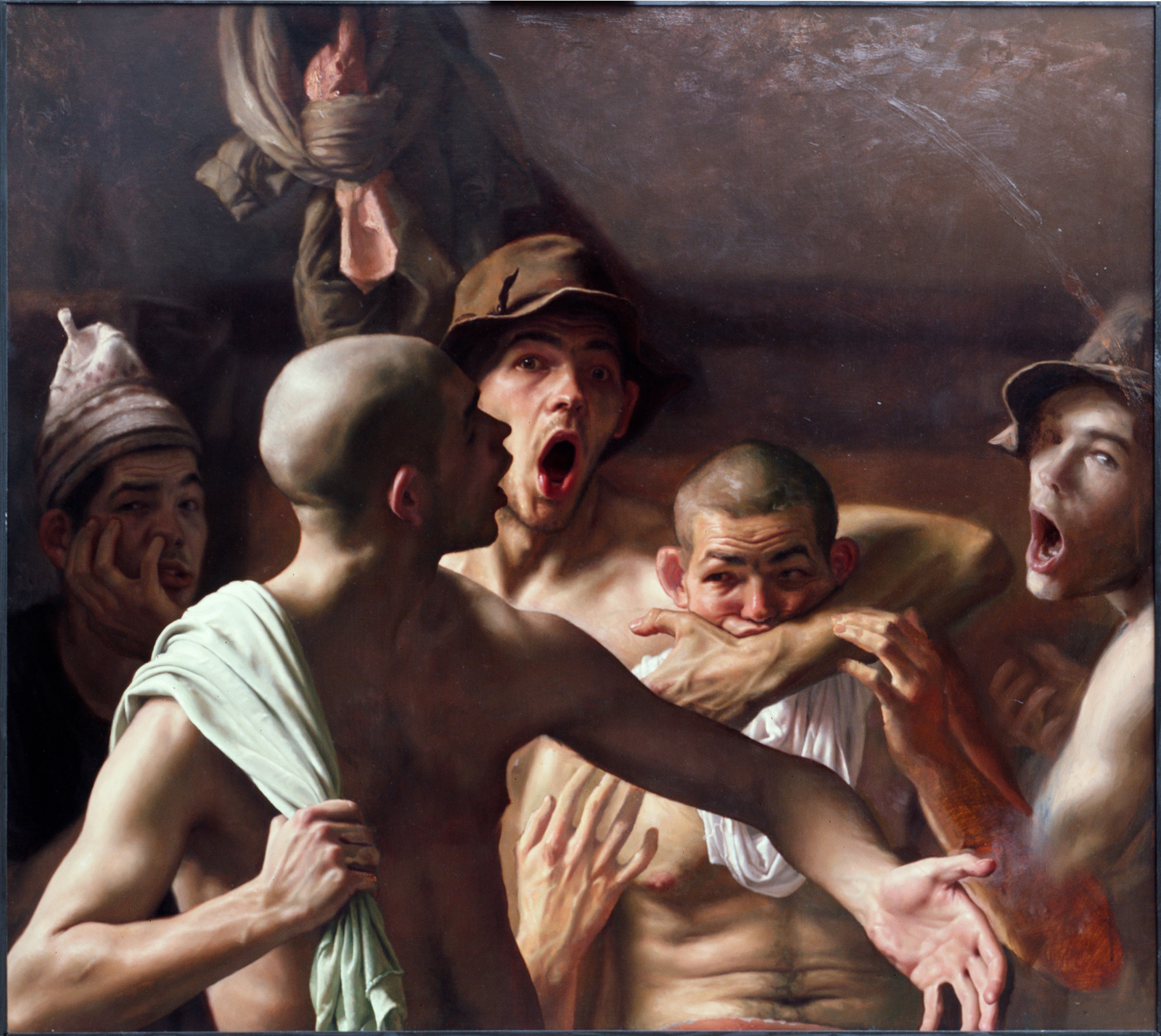
Klon, olejomalba na desce, 100×130 cm, 1998–1999
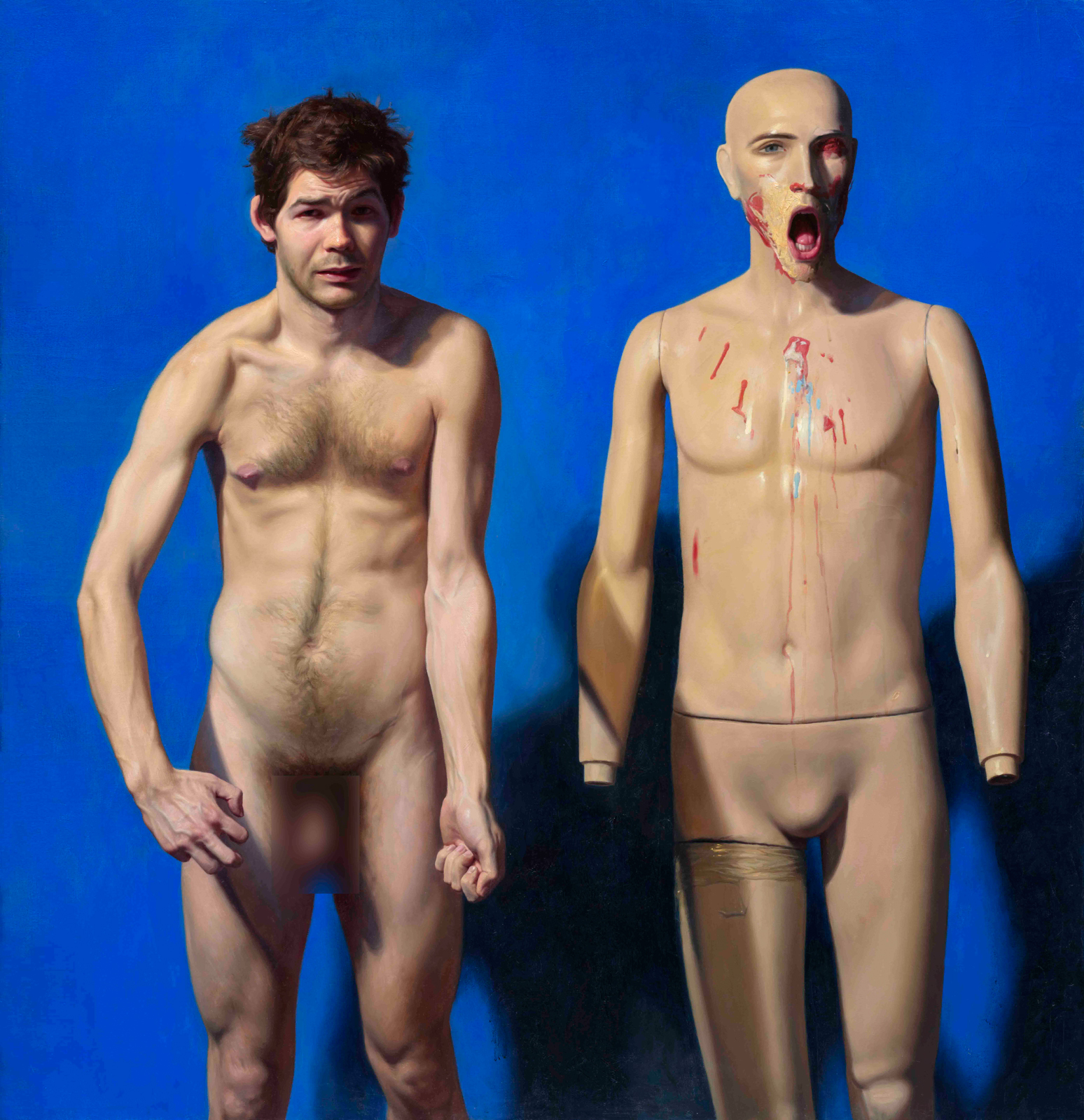
Inner Rage (autoportrét s figurínou), olejomalba na plátně, 150×150 cm, 1999–2000

V té době začal pro studium šerosvitu používat box s umělým osvětlením po vzoru Tintoretta a namaloval sérii aktů podle živého modelu a volný cyklus figurálních kompozic na téma lidských vztahů (1999–2001). První z dvojice rozměrných obrazů Scény z manželského života (1999–2000) zakoupila roku 2004 Národní galerie v Praze, druhou kompozici na podobné téma nazvanou Máří Magdaléna, vytvořil v letech 2000–2001 a byla vystavena na velkém přehledu evropské a americké figurativní malby, bienále Figurativas v MEAM Museum v Barceloně (2019). Kubík se s oblibou věnuje mnohafigurálním kompozicím, kde může využít své technické schopnosti i individuální charakterizaci postav, které předtím studuje v přípravných skicách v ateliéru (Večeře v Jordaensově stylu , 1998-1999, Čtyři mudrcové, 1999).

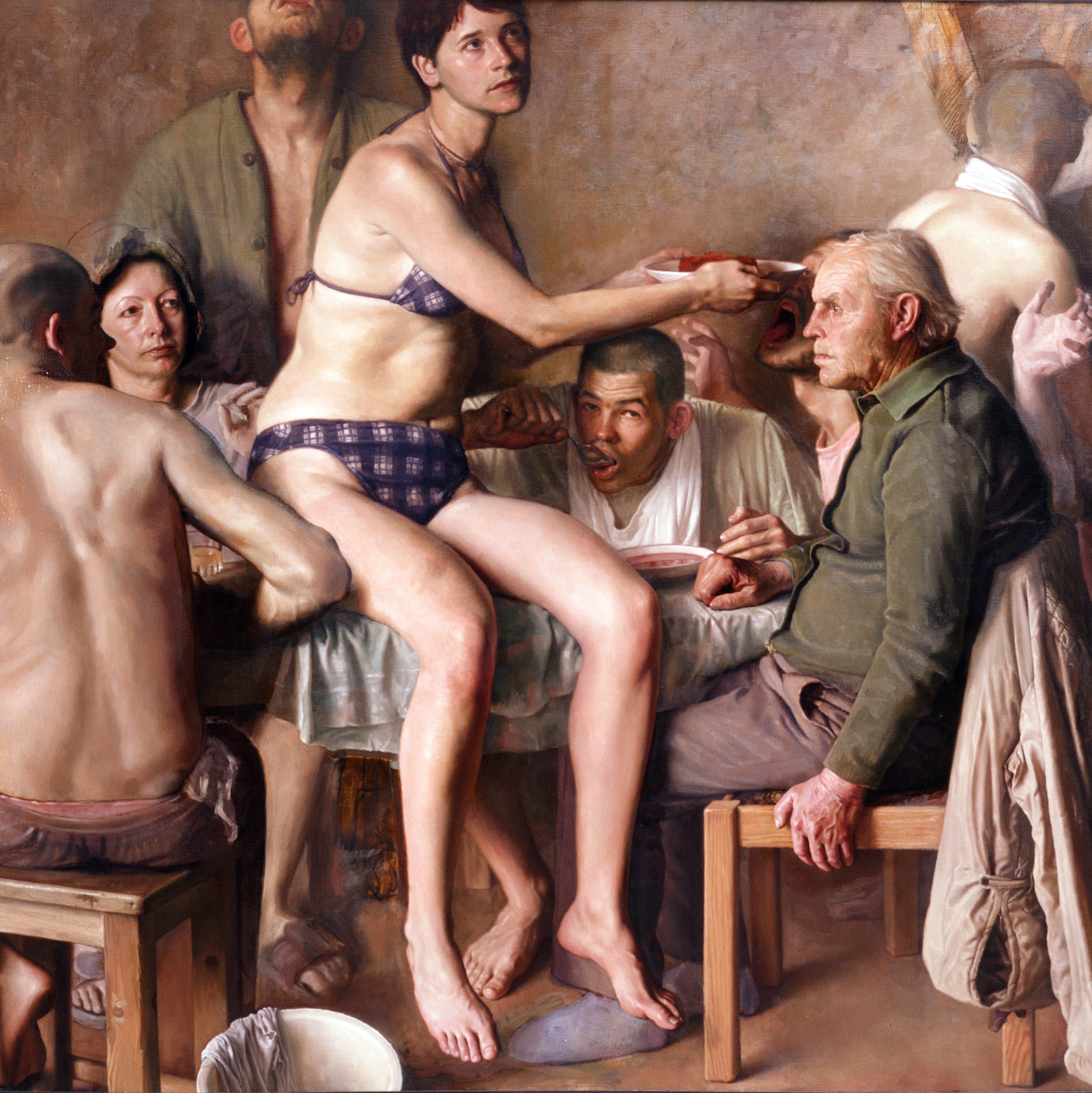
Večeře v Jordaensově stylu, olejomalba na plátně, 150×170 cm, 1998–1999
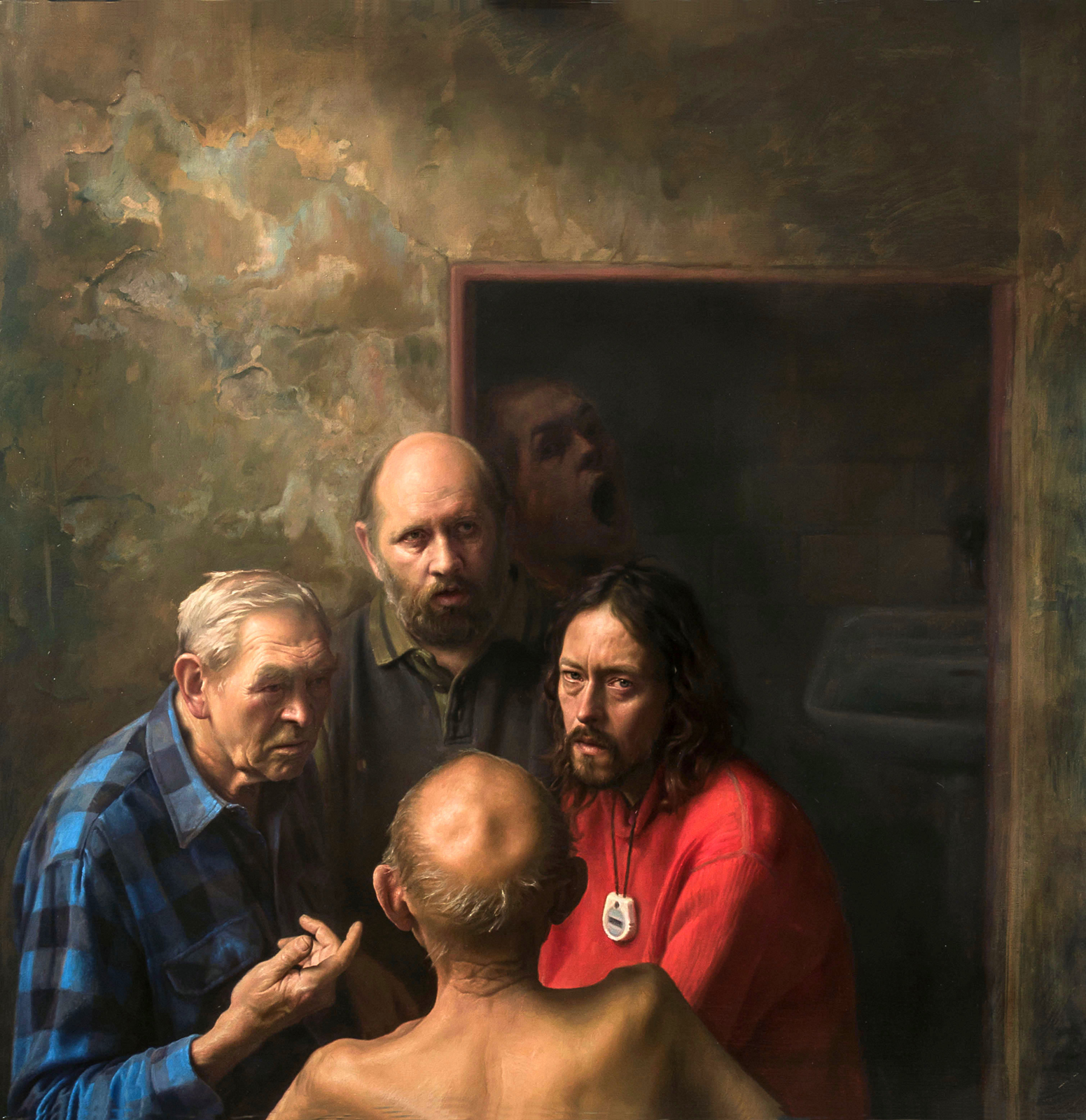
Čtyři mudrcové, olejomalba na plátně, 150×150 cm, 1999
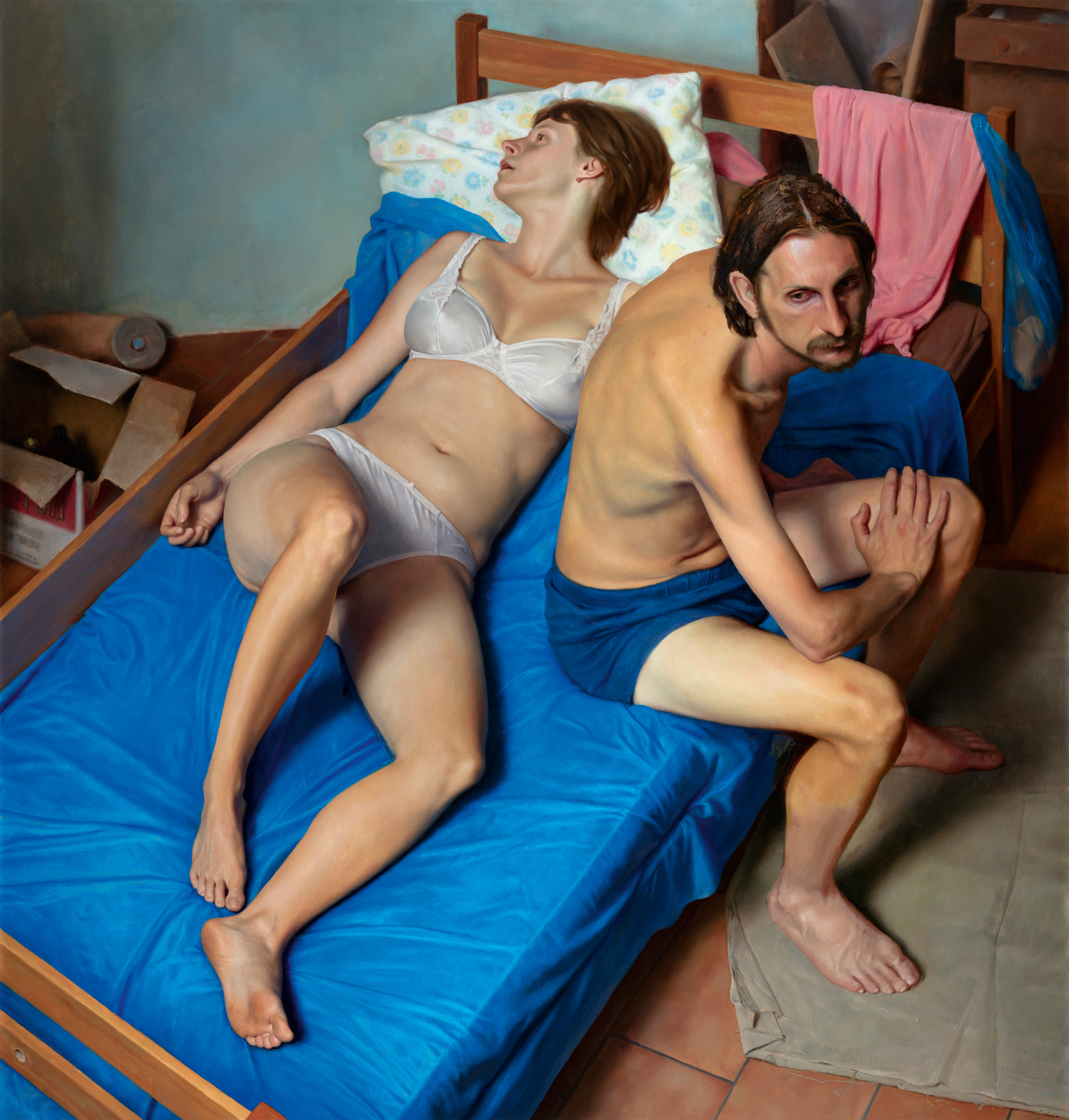
Scény z manželského života, olejomalba na plátně, 180×170 cm, 1999–2000
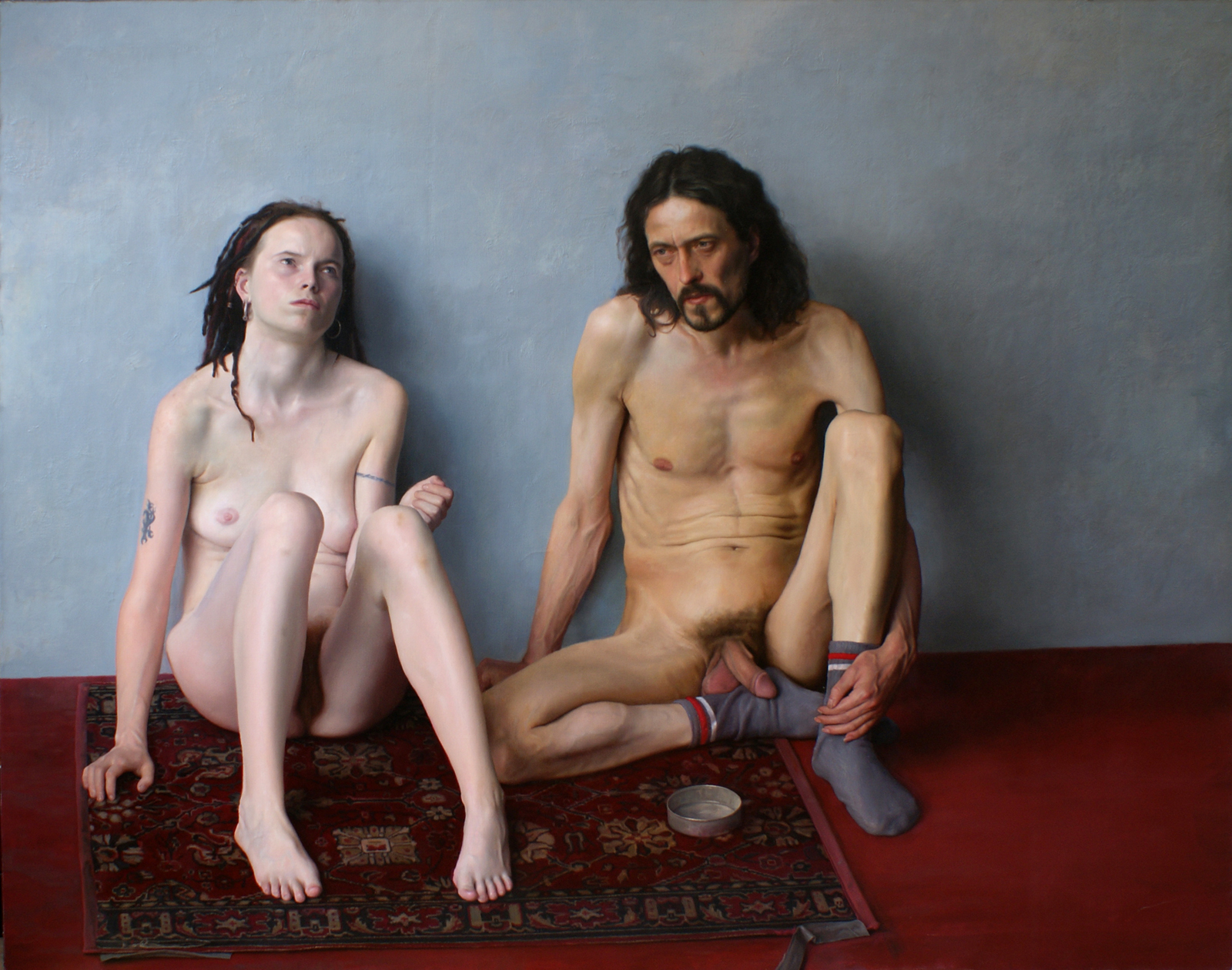
Máří Magdaléna, olejomalba na plátně, 160×195 cm, 2000–2001

V souboru obrazů Portrétní dokument v renesančním stylu z let 2020–2021, který je inspirován raně renesanční portrétní malbou Albrechta Dürera a Hanse Holbeina, vytváří soubory portrétů svých současníků, které by nakonec měly sloužit jako jakýsi časosběrný dokument. Dva portréty z této série (David v renesančním stylu, 2020, Valerie, 2021) byly vybrány do soutěže, kterou pořádá The Royal Society of Portrait Painters v Londýně, a první z nich zde získal ocenění.
V cyklu Smrt a dívka (2018), odkazujícímu k tématu Vanitas, využil jako model bílý sádrový odlitek dívčí tváře, který umožňuje studovat jemné nuance reliéfu při různém nasvícení a mírně nadživotní model lidské lebky. Jde o tradiční akademickou disciplínu, která seznamovala žáky s antickým dědictvím a grisaillovou technikou kresby. Model přitom sám o sobě vyvolává napětí mezi neosobní sádrou a emocionálně vypjatým, romantickým tématem. Malíř sochařské modely umisťuje do temných boxů a nasvěcuje je otvory ve stěně, aby dosáhl zvláštních efektů.
Tomáš Kubík často do obrazů, které jsou inspirované klasickou malbou a vytvořené stejnou technikou, vkládá některé cizorodé detaily aby bylo zřejmé, že se jedná o současné dílo. Idealizované Michelangelovy kresebné studie mužských aktů pro figury ze stropu Sixtinské kaple zvané Ignudi mu posloužily jako kompoziční předlohy pro hyperrealistické mužské akty. K jejich ztvárnění si poněkud provokativně zvolil současné lidské typy z fitcentra s výraznou muskulaturou, tetováním a stejnoměrně opálenou pokožkou ze solária. Malíř přitom musel původní Michelangelovu manýristickou kompozici určenou pro podhled, kterou nebylo možné aranžovat s živým modelem, v předloze transponovat do reálné, věrohodné a nenásilné polohy kombinací fotomontáže a digitální malby.
V roce 2024 vytvořil portrét pražského primátora Bohuslava Svobody. Navázal tím na tradici portrétování primátorů z 19. století. Svobodovi  obraz věnovali ředitelé odborů magistrátu k jeho osmdesátým narozeninám.

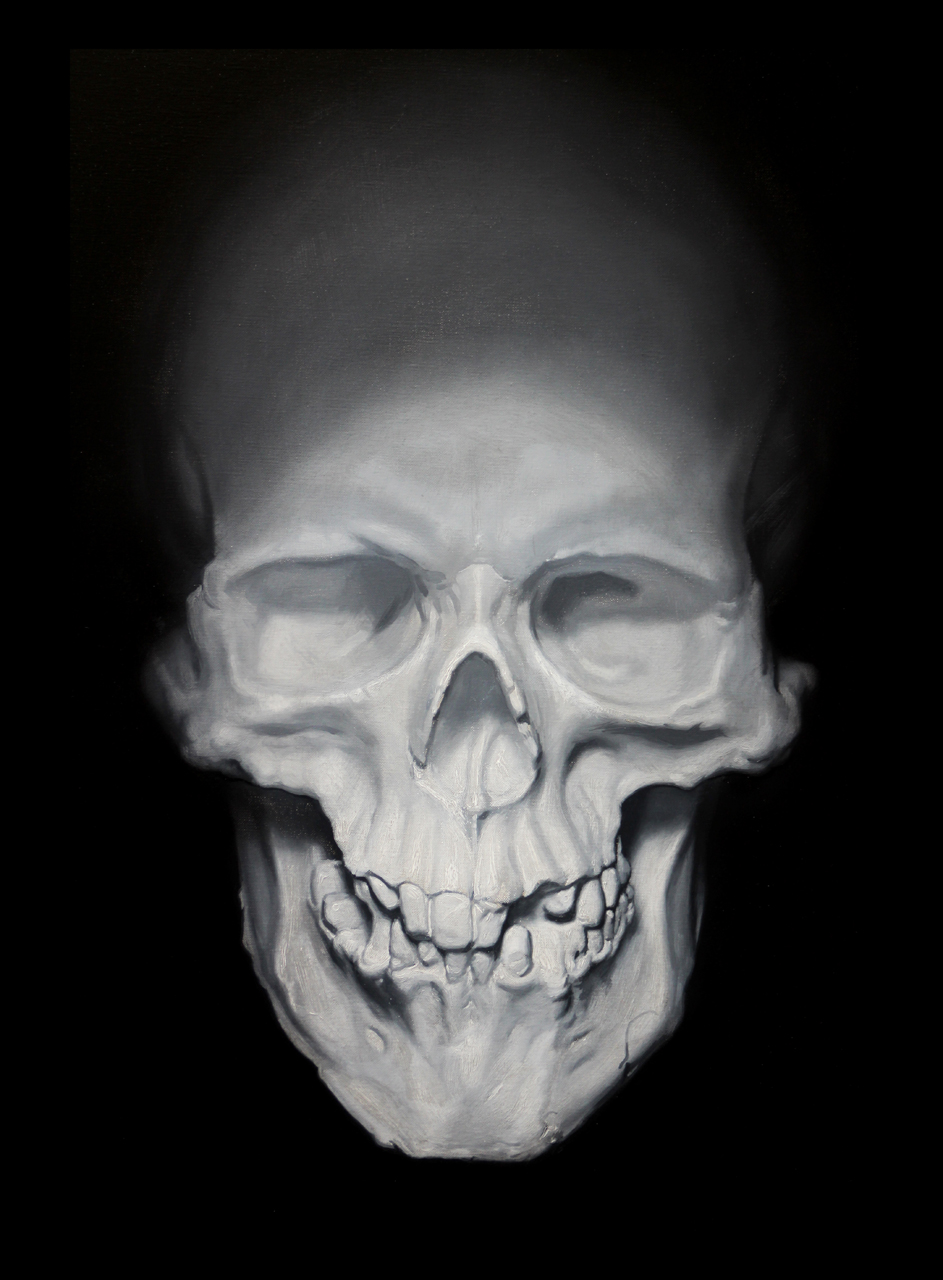
Memento mori z Cyklu „Smrt a dívka”, 2020, olejomalba na plátně, 110×90 cm, 2020
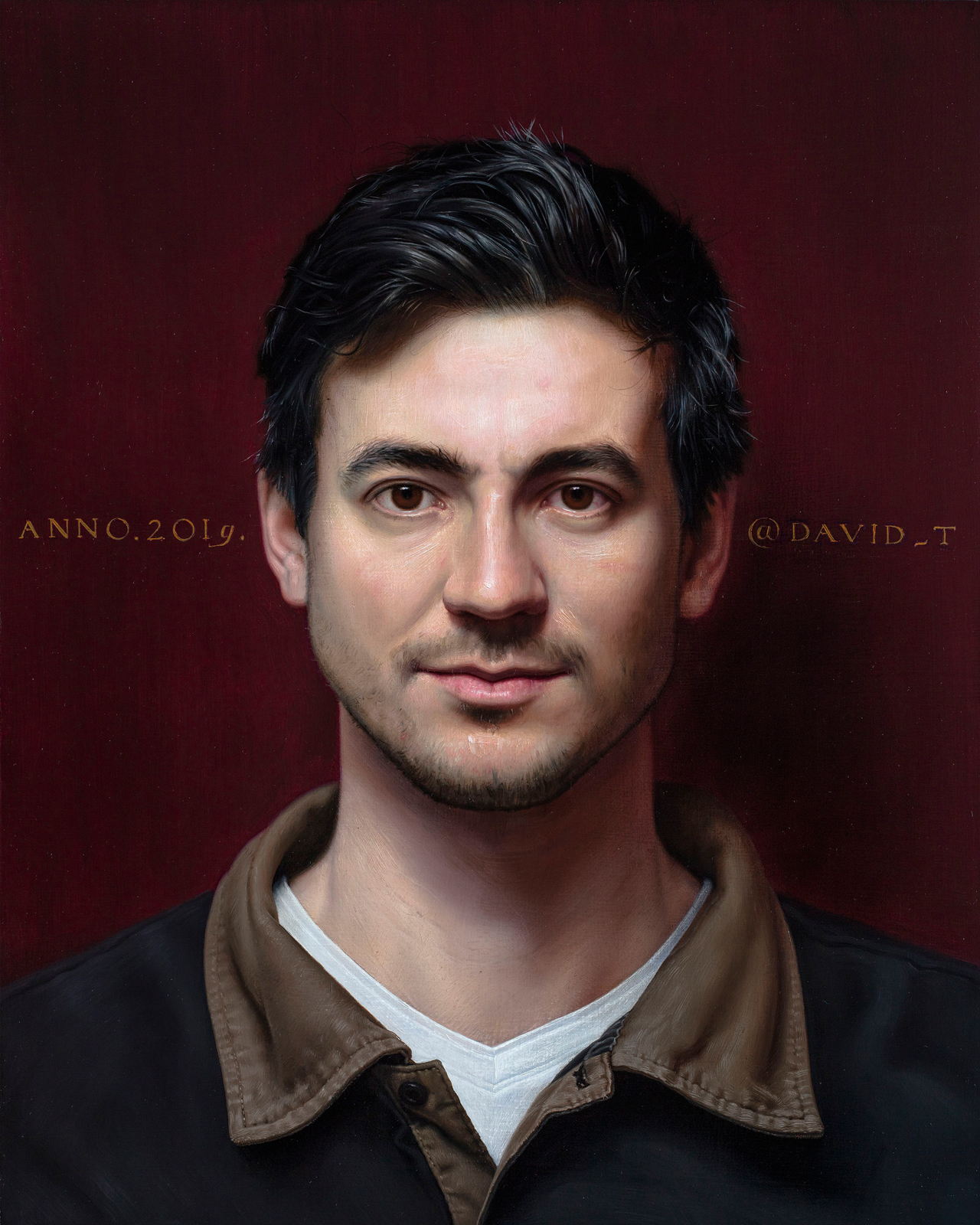
David v renesančním stylu z cyklu Renesanční dokument, olejomalba na desce, 40×50 cm, 2019–2020
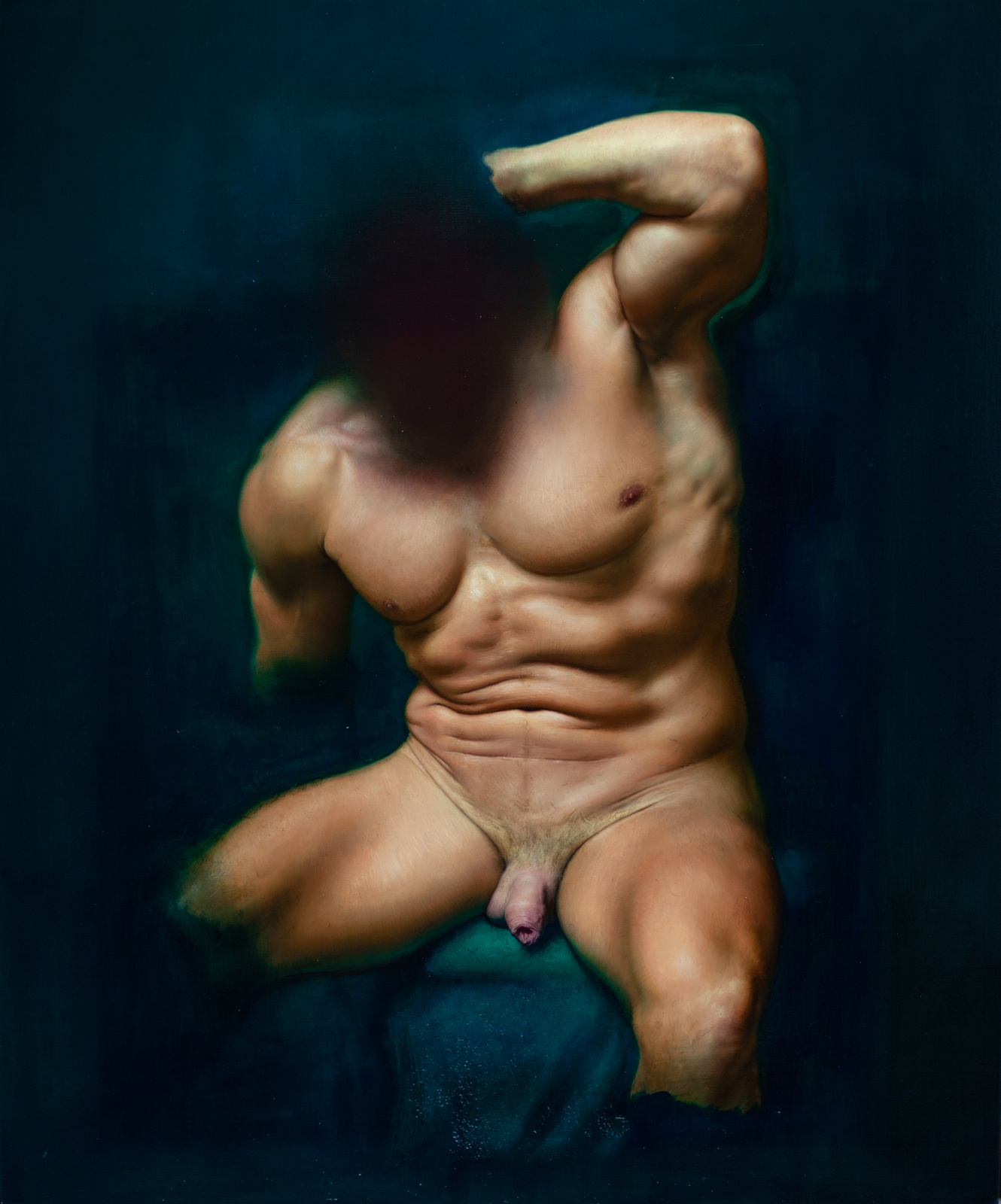
Torzo Belvedere I., z cyklu „Projekt Michelangelo”, olejomalba na plátně, 120×100 cm, 2020
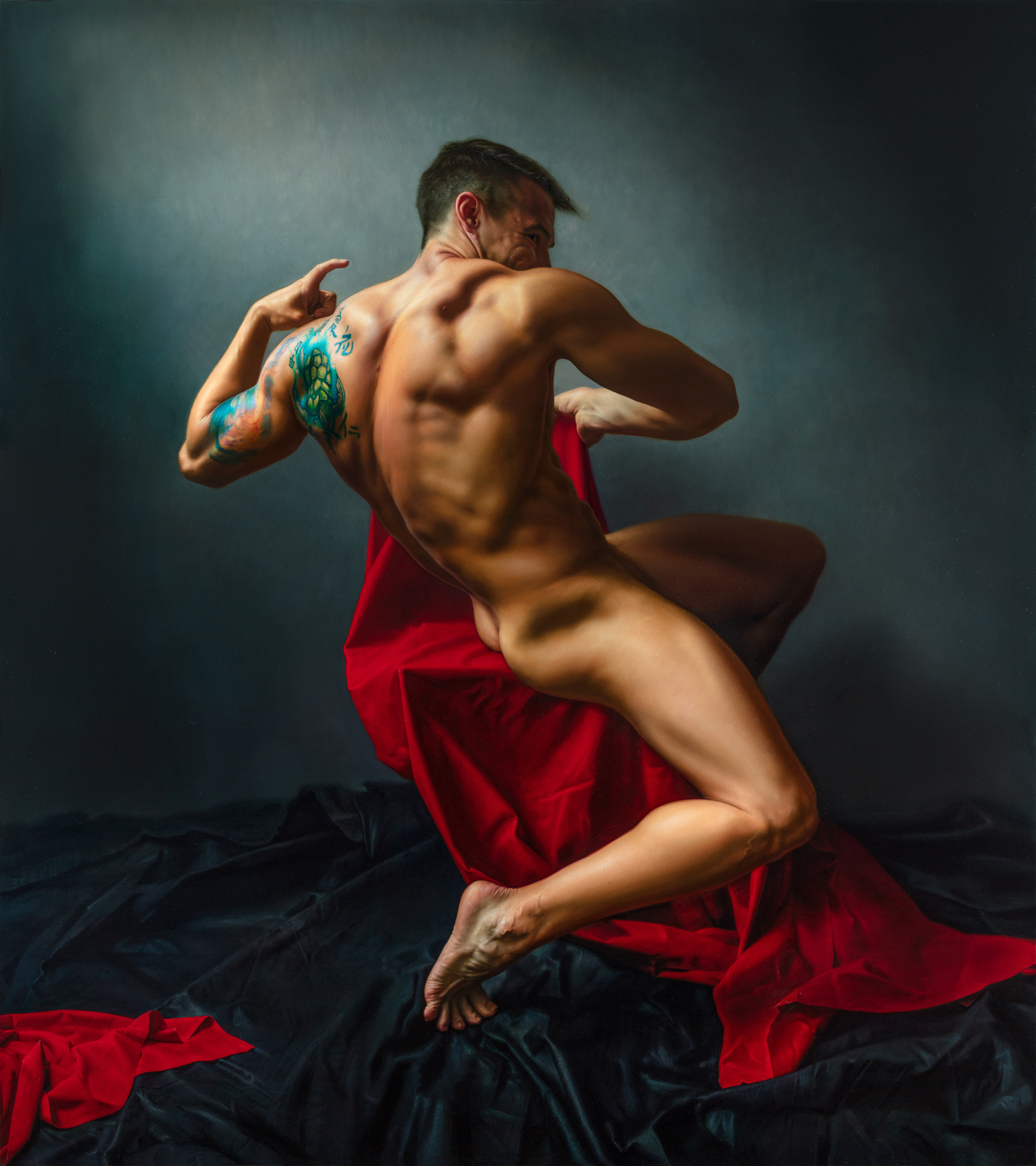
Ignudo I. z cyklu „Projekt Michelangelo”, olejomalba na plátně 160×180 cm, 2019–2021
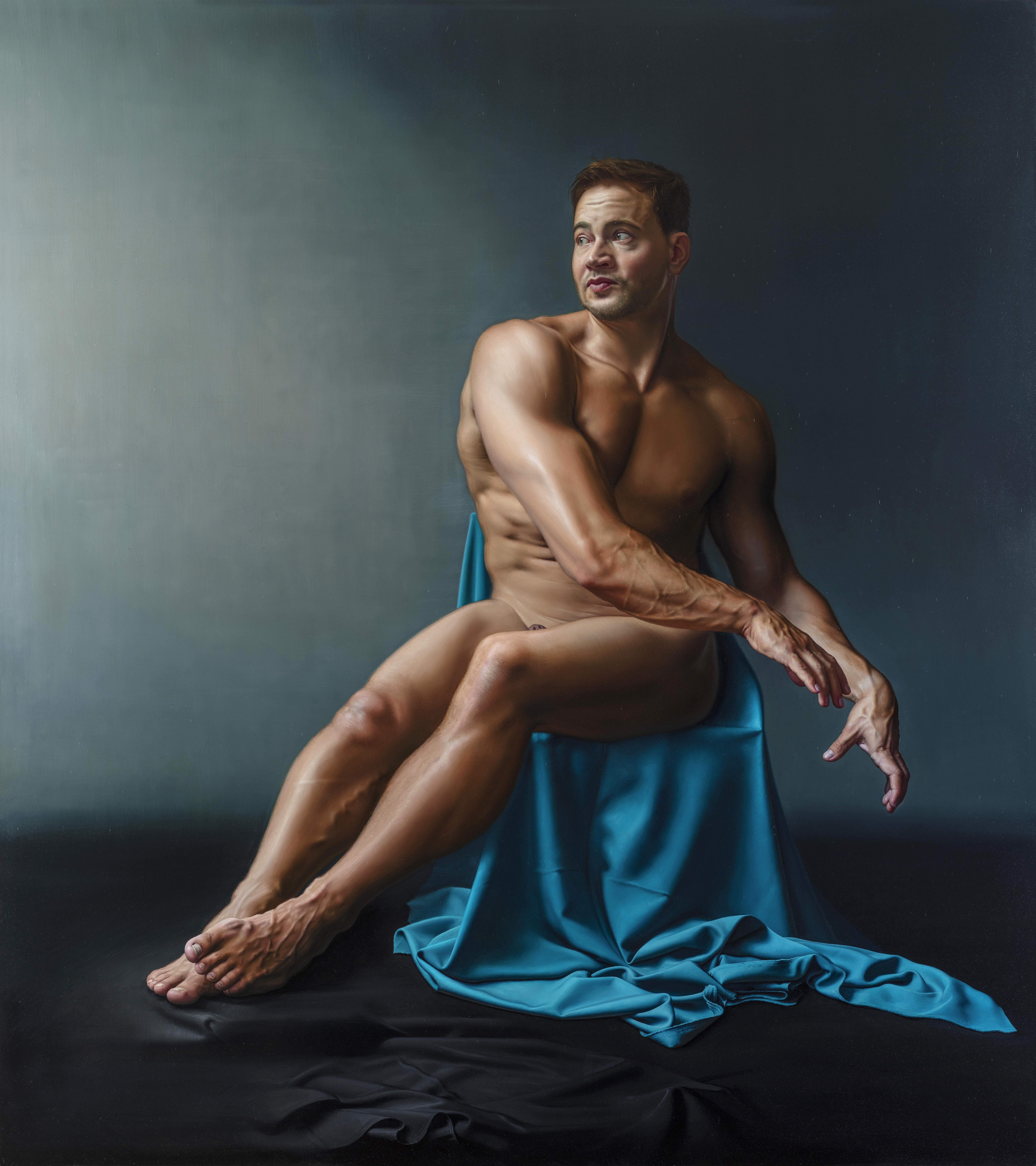
Ignudo II. z cyklu „Projekt Michelangelo”, olejomalba na plátně 160×180 cm, 2020–2021

#### Kresby

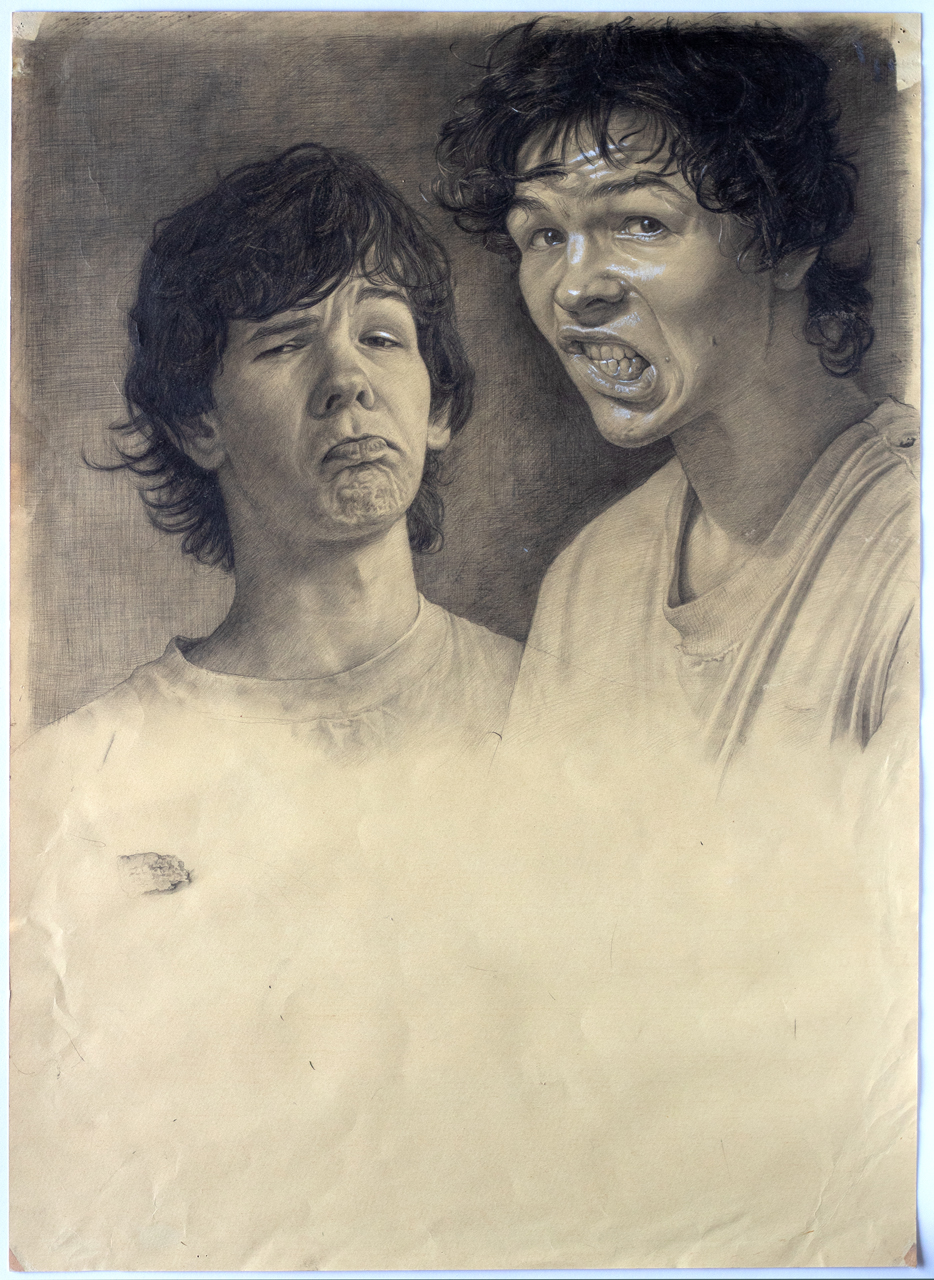
Autoportrét, kresba tužkou 42×29 cm, 1995
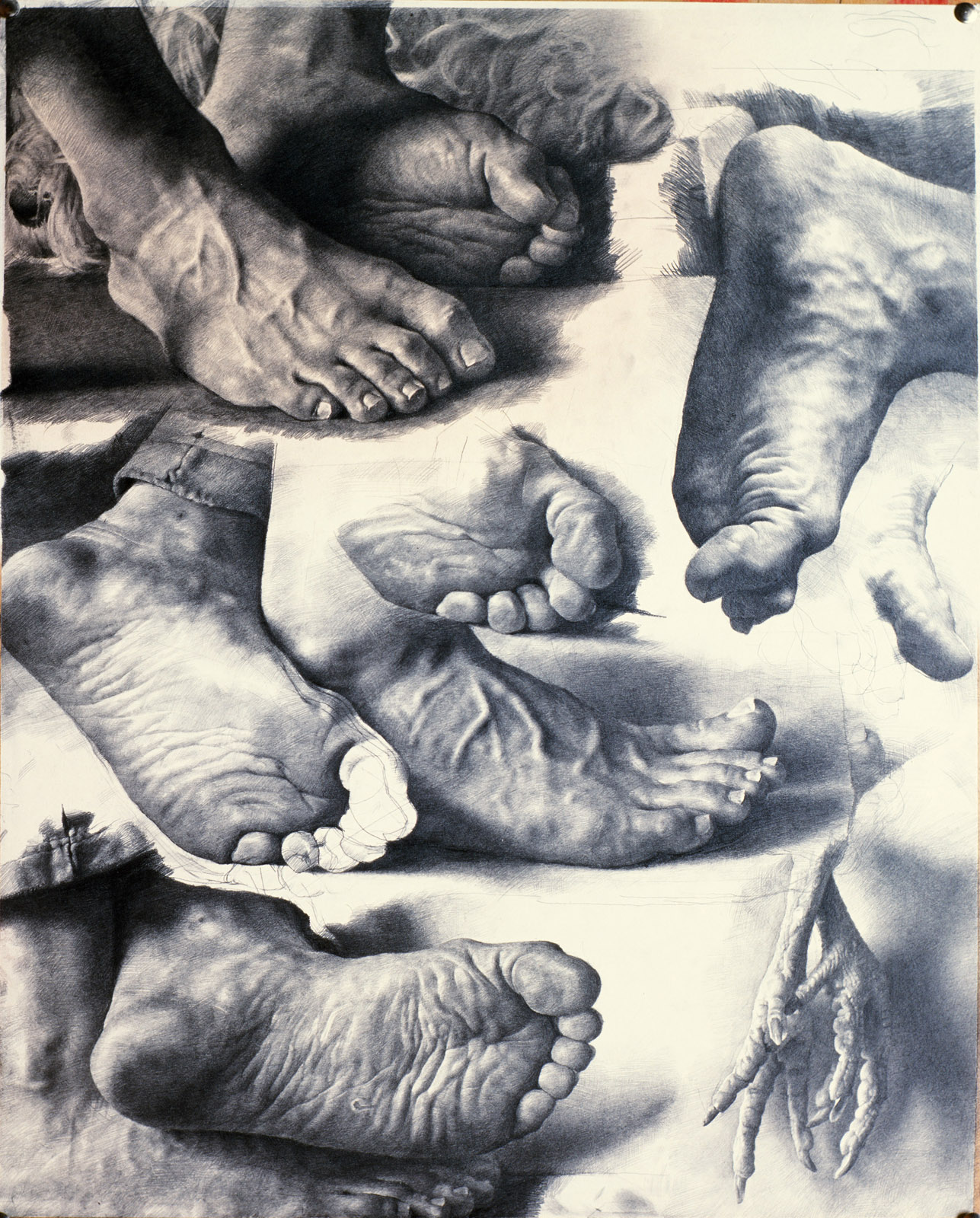
Nohy, kresba tužkou 42×29 cm, 1997
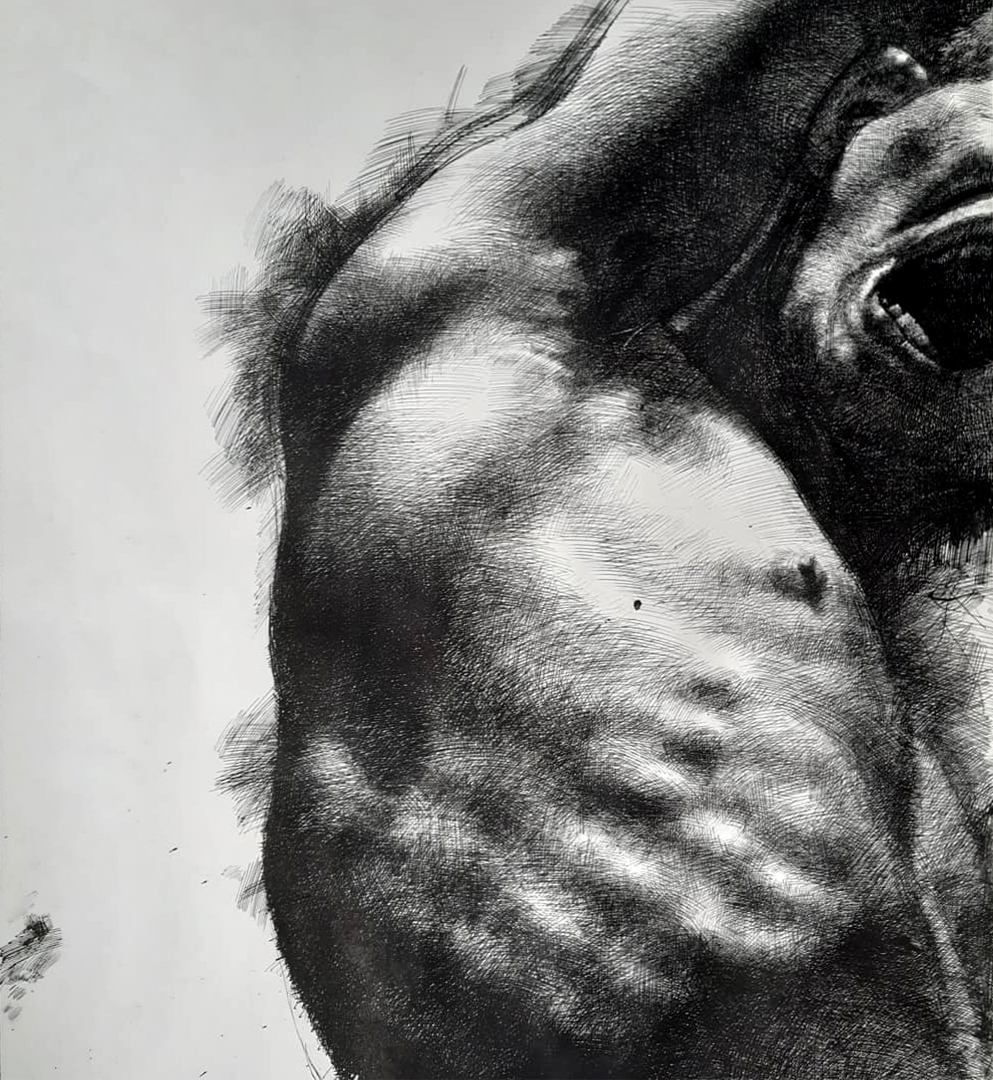
Torzo I. perokresba 29×42 cm, 1999
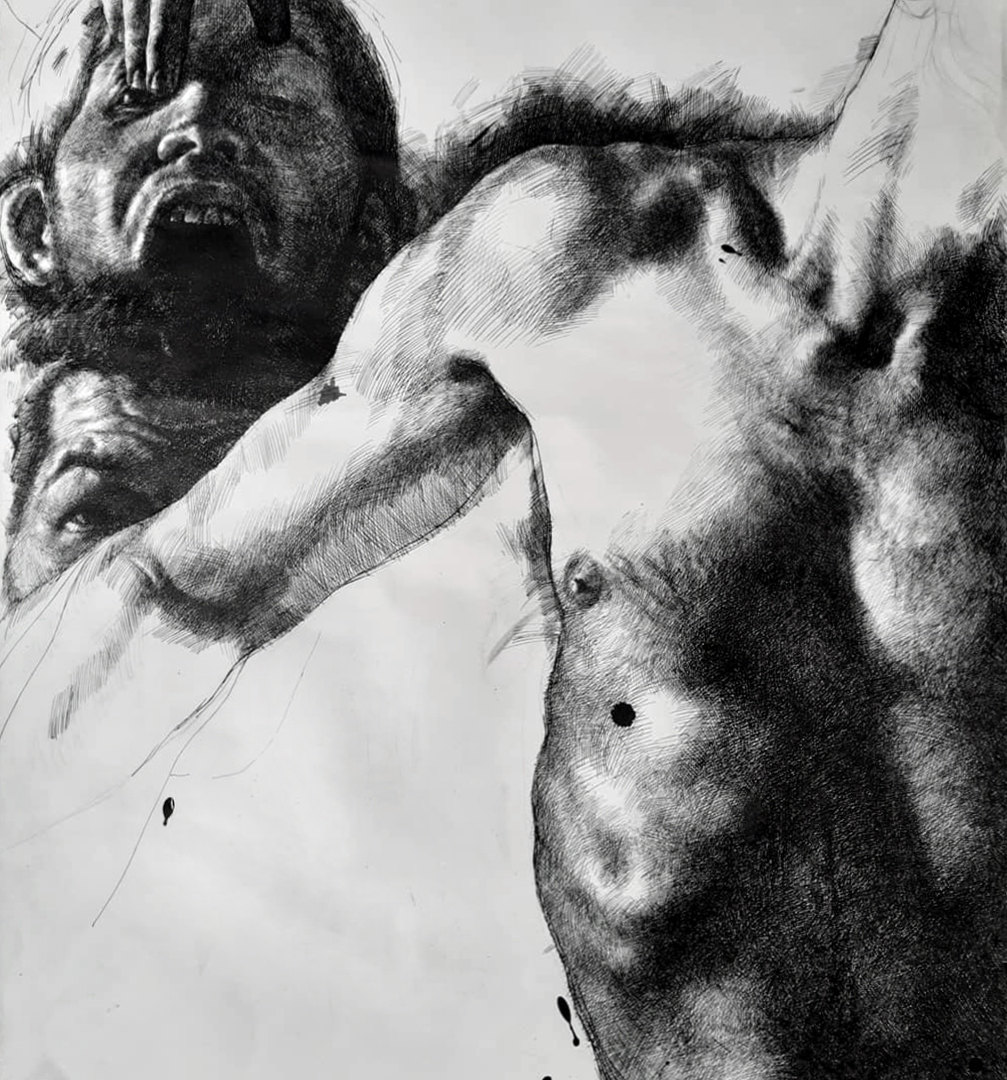
Torzo II. perokresba 29×42 cm, 1999

## Výstavy

#### Autorské
- 2002 – Tomáš Kubík: Selected paintings and drawings, Galerie Design Lab, Miami (Fl.), USA
- 2015 – Tomáš Kubík: Kresby, Alina Gallery, Karlovy Vary
- 2019 – Tomáš Kubík: Kresby, myšlenky, záznamy..., Zimní refektář Královské kanonie premonstrátů na Strahově
- 2021 – Tomáš Kubík: Michelangelo v Lockdownu, Galerie Art mozaika, Praha[21]

#### Kolektivní
- 1997 – Panoráma manýrismu, Galerie U prstenu, Praha
- 1997/1998 – Poslední obraz / The last Picture, Galerie Rudolfinum, Praha
- 2000/2001 – Současná minulost. Česká postmoderní moderna 1960-2000, Alšova jihočeská galerie v Hluboké nad Vltavou, Oblastní galerie Vysočiny, Jihlava[22]
- 2003 – Akademie výtvarných umění: Intermediální škola profesora Milana Knížáka, Wortnerův dům Alšovy jihočeské galerie, České Budějovice
- 2003 – Nejmladší / The youngest: Přehlídka výtvarného umění nejmladší generace z let 1995 - 2003 / Exhibition of the youngest Generation Art from 1995 - 2003, Veletržní palác, Praha
- 2004 – Diplomanti AVU 2004, Moderní galerie AVU, Praha
- 2005 – Velikonoce, Galerie U prstenu, Praha
- 2005 – Pražské ateliéry, Galerie Novoměstská radnice, Praha
- 2006 – IV. Zlínský salon mladých: První společná přehlídka českých a slovenských umělců do třiceti let, Dům umění Zlín, Zámek Zlín
- 2017 – Fascinace skutečností: Hyperrealismus v české malbě / Fascination with Reality: Hyperrealism in Czech Painting, Muzeum umění Olomouc - Muzeum moderního umění, Olomouc
- 2019 – Artista Art Spoon, Villa Baruchello, Porto San Elpidio, Itálie
- 2019–2020 – Figurativas, MEAM Museum, Barcelona
- 2019–2020 – Už je nejhůř, Galerie 90°, Černošice
- 2020 – LA Art Show, Los Angeles, USA
- 2021 – Royal Society of Portrait Painters Annual Exhibition, London, UK
- 2021 – Figurativas 2021, MEAM Museum, Barcelona, Španělsko
- 2021–2022 – ModPortrait 2021, Zaragoza, Barcelona, Španělsko

#### Katalogy a monografie
- Tomáš Kubík: Kresby, myšlenky, záznamy..., text Jan Kříž, 66 s., Galerie Art Mozaika, Spolek Mozaika, Praha 2019
- Tomáš Kubík, texty Josef Záruba - Pfeffermann, Tomáš Kubík, monografie 218 s., Galerie Art Mozaika, Praha 2021, ISBN 978-80-908365-0-1
- Figurativas 21, 11 Concurso de pintura y escultura, Fundació de les Arts i els Artistes, MEAM, Barcelona 2021, ISBN 978-84-123831-2-6

#### Souborné katalogy
- Zdeněk Beran, Patrik Šimon, Osvobozování jistoty (Fenomén klasické malby 90 let), Eminent Praha 1997
- Vlastimil Tetiva, Současná minulost (Česká postmoderní moderna 1960–2000), 176 s., Alšova jihočeská galerie v Hluboké nad Vltavou 2000, ISBN 80-85857-37-5
- Petr Pastrňák a kol., Nejmladší / The youngest (Přehlídka výtvarného umění nejmladší generace z let 1995-2003 / Exhibition of the youngest Generation Art from 1995-2003), 156 s., Národní galerie v Praze 2003, ISBN 80-7035-199-3
- Karolína Bayerová, Iva Nesvadbová, Lubomír Voleník, Art Prague (Veletrh současného umění / Contemporary Art Fair), 68 s., ART PRAGUE o.s. 2003
- Milan Knížák, Akademie výtvarných umění v Praze (Intermediální škola profesora Milana Knížáka), 40 s., Alšova jihočeská galerie v Hluboké nad Vltavou 2003, ISBN 80-85857-65-0
- Michael Rittstein, Diplomanti AVU 2004, 60 s.
- Jan Kříž, Akty v akci (Výstava absolventů ateliéru klasické malby prof. Zdeňka Berana), 20 s., ISBN 80-239-5736-8
- Jan Kříž, Pražské ateliéry, 84 s., Galerie U prstenu 2005
- Ludvík Ladislav Ševeček, IV. Zlínský salon mladých / Zlín Youth Salon (První společná přehlídka českých a slovenských umělců do třiceti let / The first Joint Surwey of Czech and Slovak Artists under the Age of Thirty), 144 s., Krajská galerie výtvarného umění ve Zlíně, p. o. 2006, ISBN 80-85052-63-6
- Barbora Kundračíková (ed.), Fascinace skutečností / Fascination with Reality (Hyperrealismus v české malbě / Hyperrealism in Czech Painting), 282 s., Muzeum umění Olomouc 2017, ISBN 978-80-88103-21-9
- Catálogo Edición Especial ModPortrait 2021, 499 pp, Edita Galería artelibre, MEAM, 2021, ISBN 978-84-09-31302-0